# Facultatea de Finanțe, Asigurări, Bănci și Burse de Valori a Academiei de Studii Economice
Facultatea de Finanțe, Asigurări, Bănci și Burse de Valori (FABBV) este o facultate a Academiei de Studii Economice din București. Este situată în București, Str. Mihail Moxa nr. 5-7

## Istoric
Facultatea de Finanțe, Asigurări, Bănci și Burse de Valori a fost înființată la 6 noiembrie 1948 sub denumirea de Facultatea de Finanțe și Credit care asigura pregătirea universitară a studenților prin două secții: Finanțe, respectiv Credit.
Începând cu anul universitar 1958-1959 își schimbă denumirea în Facultatea de Finanțe, Credit și Evidență Contabilă. 
Din anul universitar 1967-1968 noua denumire este Facultatea de Finanțe până în anul 1974 când este din nou schimbată în Facultatea de Finanțe-Contabilitate. La puțin timp, se aprobă noua denumire care va dăinui două decenii: Facultatea de Finanțe, Bănci și Contabilitate.
Actuala denumire a fost aprobată la 16 noiembrie 1993, după ce prin Ordinul Ministrului Educației și Cercetării nr. 4685/1993 s-a stabilit reorganizarea în două facultăți de sine stătătoare.

## Programe de studii
Licență: Finanțe și Bănci
- Învățământ cu frecvență: în limba română sau limba engleză
- Învățământ la distanță: la București sau la Buzău

Masterat: Bănci și asigurări, Finanțe aplicate/Master of Applied Finance,  Finanțe și Bănci – DOFIN, Finanțe corporative, Fiscalitate, Management financiar și investiții, Tehnici actuariale.
Doctorat: Școala doctorală de Finanțe

## Conducerea (2021)
- Decan Conf.univ.dr. Ionela Costică
- Conf.univ.dr. Iustina Boițan (Prodecan responsabil cu activitatea didactică)
- Prof.univ.dr. Emilia Câmpeanu (Prodecan responsabil cu cercetare stiintifica si relatii internationale)
- Conf.univ.dr. Georgiana Georgescu (Prodecan responsabil cu mediul economico-social)
- Prof.univ.dr. Georgeta Vintilă (Director Scoala Doctorală de Finanțe)
- Conf.univ.dr. Lucian Țâțu (Director Departament Finanțe)
- Prof.univ.dr. Bogdan Negrea (Director Departament Monedă și Bănci)[4]

## Decani
De la înființare și până în prezent, facultatea a purtat diverse denumiri, decanii fiind următorii:
- 1948-1951 Prof.univ.dr. Anton Alexandrescu
- 1951-1952 Conf.univ.dr. Gheorghe Enache
- 1952-1958 Conf.univ.dr. Nicolae Glăja
- 1958-1966 Conf.univ.dr. Victor Puchiță
- 1966-1967 Conf.univ.dr. Gheorghe Bistriceanu
- 1967-1972 Conf.univ.dr. Gheorghe Bistriceanu
- 1972-1974 Prof.univ.dr. Alexandru Gheorghiu
- 1974-1976 Conf.univ.dr. Nicolae Glăja
- 1976-1981 Conf.univ.dr. Valentin Voica
- 1982-1989 Prof.univ.dr. Alexandru Gheorghiu
- 1990-1993 Prof.univ.dr. Mihai Ristea
- 1993-2004 Prof.univ.dr. Ion Stancu
- 2004-2012 Prof.univ.dr. Tatiana Moșteanu
- 2012-2014 Prof.univ.dr. Dalina Dumitrescu
- 2014-2021 Conf.univ.dr. Ionela Costica

## Centre de cercetare
Centrul de Cercetari Financiar-Monetare (CEFIMO) ia fiinta in anul 2000 primind certificarea Ministerului Educatiei si Cercetarii 3 ani mai tarziu. Centrul are ca principal obiectiv de activitate cercetarea stiintifica fundamentala si aplicativa in domenii, precum: finantele publice, finantele corporatiste, sistemul monetar, sistemul bancar, pietele financiare, asigurari si reasigurari, finantele internationale.
Centrul de Cercetare Avansată în Finanțe și Bănci (Denumirea originală Center for Advanced Research in Finance and Banking, abreviat CARFIB) a fost înființat în 2009, ca ramură de cercetare a Școlii Doctorale de Finanțe și Bănci (DOFIN). Centrul de cercetare are ca obiect principal de activitate cercetări fundamentale și aplicative avansate.